# Lorenzo Cybo
Lorenzo Cybo (Sampierdarena, 20 luglio 1500 – Pisa, 14 marzo 1549), figlio di Francesco "Franceschetto" Cybo, figlio legittimato di papa Innocenzo VIII, e di Maddalena de' Medici, figlia di Lorenzo il Magnifico e Clarice Orsini, fu conte di Ferentillo (1519-1549) e marchese di Massa (1530-1541).

## Biografia
Era figlio di Franceschetto Cybo e di Maddalena de' Medici: suo nonno paterno era papa Innocenzo VIII, l'avo materno era Lorenzo il Magnifico e suo zio papa Leone X. Fu proprio questi a procurargli il vantaggioso matrimonio con la marchesa Ricciarda Malaspina (14 maggio 1520), esponente della branca massese dell'omonima stirpe, dando origine al ramo dinastico Cybo-Malaspina, marchesi, principi, poi duchi di Massa e Carrara fino al 1829.
Il 25 luglio 1519 ereditò il feudo paterno di Ferentillo, presso Terni, nello Stato Pontificio, e lo governò fino alla morte, anche se preferiva farlo da Roma, attraverso un vicario.
Nel 1524 il famoso pittore Parmigianino gli fece un ritratto che poneva in risalto i lineamenti fini ed il bell'aspetto (Statens Museum For Kunst, Copenaghen): Lorenzo aveva 24 anni ed era comandante delle guardie papali.
Dopo un soggiorno alla corte di Francia, fu dal 1524 governatore di Spoleto, e dal 1530 comandante generale dello Stato Pontificio, grazie anche all'influente posizione nella curia di suo fratello, il cardinale Innocenzo.
La moglie ebbe un carattere che è stato definito "fiero e perverso" e che fu ritenuto all'origine dei numerosi dissensi familiari culminati nell'evento tragico della morte del figlio Giulio. In effetti, Ricciarda Malaspina aveva preso possesso del marchesato di Massa in esecuzione del testamento paterno, peraltro di dubbia validità, che, in vigenza della legge salica, l'aveva nominata reggente per i futuri figli maschi suoi o della sorella Taddea. Evidentemente, però, non tollerava tale sua posizione di incertezza e riteneva proprio diritto acquisire il pieno controllo degli Stati paterni (che erano feudi imperiali), tenendo anche a bada le ambizioni di governo del marito. Conseguentemente, sfruttando le entrature che si era fatta a Roma, dove si erano trasferiti col marito dopo il matrimonio, fin dal 1525 aveva aperto un procedimento presso la corte imperiale al fine di veder accolte le sue aspirazioni. Fu così che, con diploma, di assai inusitato contenuto, in data 16 luglio 1529, Carlo V concesse l'investitura di Massa e Carrara suo jure a lei e ai suoi discendenti primogeniti maschi e, in mancanza di questi, femmine. Si realizzava così finalmente, in evidente deroga alla legge salica, l'obiettivo inseguito dalla marchesa, a costo però dell'apertura di una guerra diplomatica (e non solo) che la oppose al marito fino al 1546. Lorenzo infatti aspirava anch'egli all'investitura a suo nome (o in quello del suo figlio primogenito) dei domini toscani dei Malaspina e, con l'appoggio del cugino, papa Clemente VII, si era anch'egli rivolto segretamente a Carlo V per ottenerla. In quegli anni, come già accennato, egli aveva realizzato una brillante carriera militare e ottenuto posizioni sempre di maggior prestigio, partecipando anche alla cerimonia dell'incoronazione imperiale a Bologna. Fu qui che il 21 marzo 1530 riuscì a ottenere da Carlo V un diploma in cui venivano accolte, almeno parzialmente, le sue rivendicazioni sul marchesato: l'imperatore lo nominava infatti "co-padrone" del feudo, nonché successore di Ricciarda qualora le fosse sopravvissuto. Ricciarda,a questo punto, contrattaccò all'iniziativa del marito e il 7 aprile 1533 ottenne di poter nominare lei stessa il proprio successore, cosa anche questa del tutto inusuale. Dal 1533 al 1537 Ricciarda si trasferì a Firenze, insiema alla madre Lucrezia e alla sorella Taddea, risiedendo nelle proprietà del marito ed usufruendo, per il governo del ducato, della collaborazione del cognato cardinale, nel frattempo divenuto suo amante ed anche probabilmente padre del suo ultimo figlio Alberico, peraltro sempre all'epoca tenuto per legittimo e nominato infine da Lorenzo come proprio erede universale.
Negli anni successivi Ricciarda continuò a brigare per l'esclusione del marito dal 'condominio', contestando il testamento del padre Antonio Alberico II e sostenendone l'inefficacia a fronte dell'autorevole pronunciamento dell'imperatore che l'aveva invece investita in prima persona. A questo punto Lorenzo tentò, nel 1538, di impadronirsi del marchesato con la forza: riuscì a catturare il castellano e camerlengo Pietro Gassani, ma dovette desistere dal procedere oltre, su consiglio del fratello cardinale che evidentemente lo fece ragionare sull'impossibilità di realizzare il progetto ai danni della volontà imperiale. Nel 1541 Carlo V dette finalmente ragione a Ricciarda e, con un diploma in data 26 settembre, abrogò il diritto concesso a Lorenzo di partecipare al governo di Massa.

Lorenzo a questo punto si ritirò nelle sue tenute di Agnano dei pressi di Pisa, ma non mancò di sostenere le pretese del figlio primogenito avuto con la marchesa, Giulio, che era il legittimo pretendente al feudo in forza del testamento di Antonio Alberico II e che era scontento dell'appannaggio economico che la madre gli riconosceva. Dopo aver tentato invano di impadronirsi del marchesato con le armi nel 1545 (Ricciarda era riuscita a fuggire da Carrara con l'aiuto del cardinale Innocenzo e ad asserragliarsi nella rocca Malaspina di Massa), il tentativo gli riuscì l'anno successivo, grazie al sostegno di Cosimo I de' Medici e della famiglia Doria di Genova, con la fattiva partecipazione del padre come capo militare. Si proclamò quindi marchese ma l'irriducibile Ricciarda si rivolse di nuovo all'imperatore già nell'ottobre del 1546 e Carlo V ordinò la confisca temporanea del feudo nelle mani dei suo vicario in Italia, Ferrante I Gonzaga. La posizione di Giulio si fece pericolosa: egli venne imprigionato una prima volta a Pisa nel marzo del 1547 da Cosimo I, il quale non aveva visto affatto di buon'occhio il suo matrimonio con una giovane Doria; dovette rinunciare al feudo, salvo tentare quasi subito di rioccuparlo manu militari; e fu finalmente arrestato dagli imperiali nel gennaio del 1547 a Pontremoli, tradotto a Milano, processato per tradimento in combutta con i francesi e decapitato il 18 maggio 1548. 

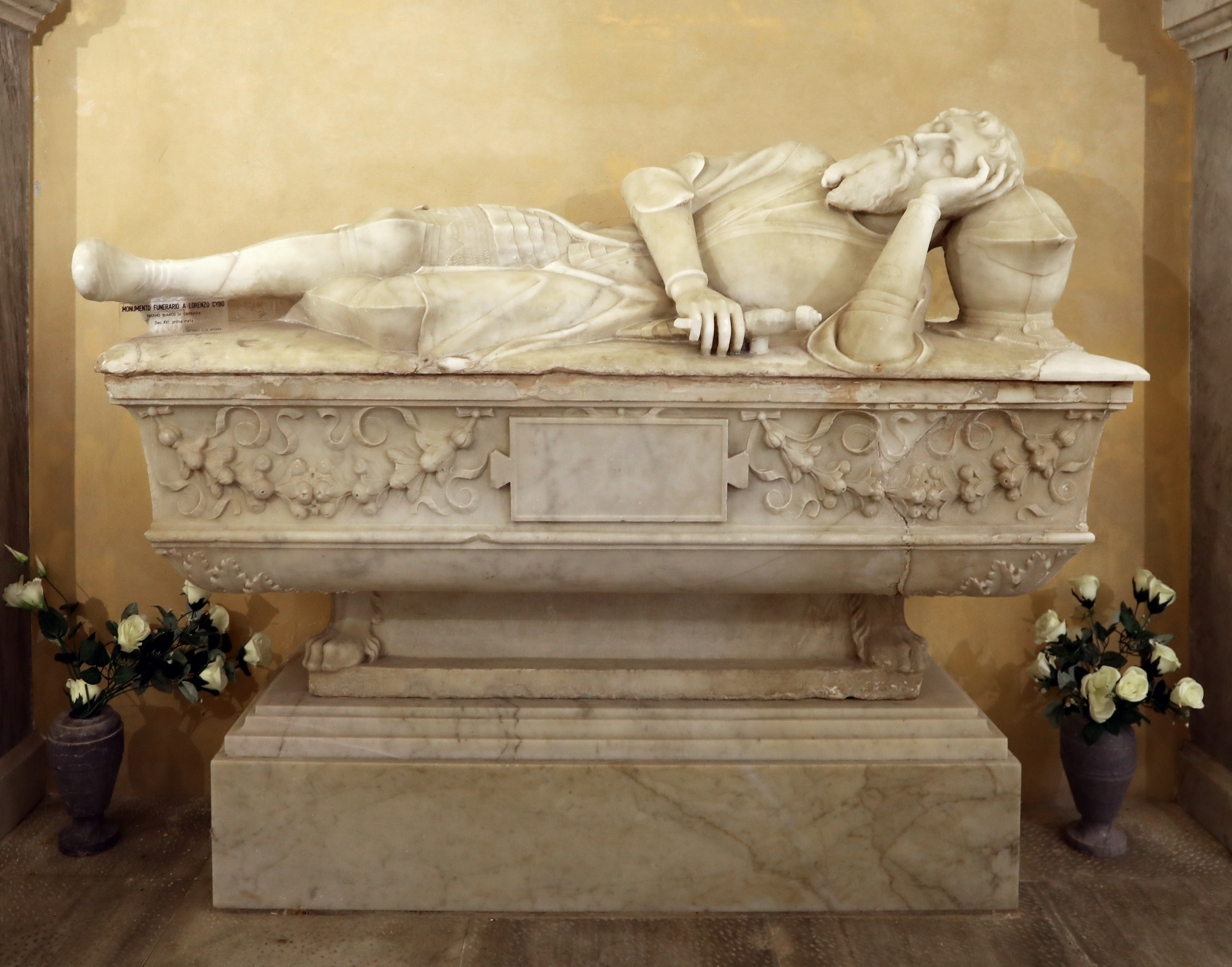
Il monumento sepolcrale

 Ricciarda Malaspina, che pure aveva fatto alcuni tentativi per salvare in qualche modo la vita del figlio («anche se è difficile stabilire se abbia davvero tentato tutto il possibile»), recuperava così il possesso del suo tanto ambito marchesato, che mantenne fino alla morte nel 1553.
Lorenzo Cybo era deceduto a Pisa nel 1549, all'età di 49 anni: nella contea di Ferentillo gli successe il figlio Alberico I che, nel 1553, subentrerà anche alla madre, con l'obbligo di aggiungere al suo cognome paterno quello dei Malaspina.
Lo scultore di Pietrasanta Stagio Stagi scolpì per Lorenzo un magnifico sarcofago con la figura giacente che ancora oggi si può ammirare nella cripta del duomo di Massa: per volere di Alberico I, nel 1573 furono riuniti nella tomba anche i resti del primogenito decapitato e quelli di Ricciarda.

## Figli
Da matrimonio con Ricciarda Malaspina nacquero:
- Eleonora (Massa, 1º marzo 1523 - Firenze, febbraio 1594) sposò a Carrara nel 1543 Giovanni Luigi Fieschi, conte di Lavagna, signore di Pontremoli, Torriglia e Santo Stefano d'Aveto, patrizio genovese (Genova 1522 - ivi 2 gennaio 1547) e nel 1549 Gian Ludovico Vitelli  (1520 ? - Moulins, 1575), primo marchese di Cetona, conte di Montone e nobile di Città di Castello, caduto in battaglia a Moulins, Fiandre. Rimasta vedova diventò monaca Clarissa nel monastero della Santissima Annunziata delle Murate di Firenze, dove morirà.
- Giulio I (Roma, 1525 - Milano 18 maggio 1548), marchese di Massa e signore di Carrara
- Alberico I (Genova, 28 febbraio 1534 - Massa, 18 gennaio 1623), marchese di Massa e signore di Carrara, poi principe di Massa e marchese di Carrara, conte e poi duca di Ferentillo, conte, poi marchese e infine duca di Aiello.

A questi figli si aggiunse Ottavio, illegittimo, dottore in giurisprudenza: morto dopo il 1580 e sepolto nella chiesa di Santa Maria sopra Minerva a Roma.

## Ascendenza
|                      |                  |                                           | Genitori                              |  |  | Nonni |  |  | Bisnonni                     |  |  | Trisnonni                           |  |
|                      |                  |                                           |                                       |  |  |       |  |  | Arano Cybo, viceré di Napoli |  |  | Maurizio Cybo dei Conti di Gragnano |  |
|                      |                  |                                           |                                       |  |  |       |  |  | Arano Cybo, viceré di Napoli |  |  | Maurizio Cybo dei Conti di Gragnano |  |
|                      |                  | Saracina Marocelli                        |                                       |  |  |       |  |  | Arano Cybo, viceré di Napoli |  |  |                                     |  |
| Papa Innocenzo VIII  |                  |                                           |                                       |  |  |       |  |  | Arano Cybo, viceré di Napoli |  |  |                                     |  |
|                      |                  | Teodorina de Mari                         | Stefano de Mari, patrizio genovese    |  |  |       |  |  |                              |  |  |                                     |  |
|                      |                  | Teodorina de Mari                         | Stefano de Mari, patrizio genovese    |  |  |       |  |  |                              |  |  |                                     |  |
|                      |                  | Teodorina de Mari                         | Livia Maria Lercari                   |  |  |       |  |  |                              |  |  |                                     |  |
| Francesco Cybo       |                  | Teodorina de Mari                         |                                       |  |  |       |  |  |                              |  |  |                                     |  |
|                      |                  | …                                         | …                                     |  |  |       |  |  |                              |  |  |                                     |  |
|                      |                  | …                                         | …                                     |  |  |       |  |  |                              |  |  |                                     |  |
|                      |                  | …                                         | …                                     |  |  |       |  |  |                              |  |  |                                     |  |
| …                    |                  | …                                         |                                       |  |  |       |  |  |                              |  |  |                                     |  |
|                      |                  | …                                         | …                                     |  |  |       |  |  |                              |  |  |                                     |  |
|                      |                  | …                                         | …                                     |  |  |       |  |  |                              |  |  |                                     |  |
|                      |                  | …                                         | …                                     |  |  |       |  |  |                              |  |  |                                     |  |
| Lorenzo Cybo         |                  | …                                         |                                       |  |  |       |  |  |                              |  |  |                                     |  |
|                      | Piero de' Medici | Cosimo de' Medici                         |                                       |  |  |       |  |  |                              |  |  |                                     |  |
|                      | Piero de' Medici | Cosimo de' Medici                         |                                       |  |  |       |  |  |                              |  |  |                                     |  |
|                      | Piero de' Medici | Contessina de' Bardi                      |                                       |  |  |       |  |  |                              |  |  |                                     |  |
| Lorenzo de' Medici   | Piero de' Medici |                                           |                                       |  |  |       |  |  |                              |  |  |                                     |  |
|                      |                  | Lucrezia Tornabuoni                       | Francesco Tornabuoni                  |  |  |       |  |  |                              |  |  |                                     |  |
|                      |                  | Lucrezia Tornabuoni                       | Francesco Tornabuoni                  |  |  |       |  |  |                              |  |  |                                     |  |
|                      |                  | Lucrezia Tornabuoni                       | Selvaggia degli Alessandri            |  |  |       |  |  |                              |  |  |                                     |  |
| Maddalena de' Medici |                  | Lucrezia Tornabuoni                       |                                       |  |  |       |  |  |                              |  |  |                                     |  |
|                      |                  | Jacopo Orsini, signore di Monterotondo    | Orso Orsini, signore di Monterotondo  |  |  |       |  |  |                              |  |  |                                     |  |
|                      |                  | Jacopo Orsini, signore di Monterotondo    | Orso Orsini, signore di Monterotondo  |  |  |       |  |  |                              |  |  |                                     |  |
|                      |                  | Jacopo Orsini, signore di Monterotondo    | Lucrezia Conti                        |  |  |       |  |  |                              |  |  |                                     |  |
| Clarice Orsini       |                  | Jacopo Orsini, signore di Monterotondo    |                                       |  |  |       |  |  |                              |  |  |                                     |  |
|                      |                  | Maddalena Orsini dei signori di Bracciano | Carlo Orsini, signore di Bracciano    |  |  |       |  |  |                              |  |  |                                     |  |
|                      |                  | Maddalena Orsini dei signori di Bracciano | Carlo Orsini, signore di Bracciano    |  |  |       |  |  |                              |  |  |                                     |  |
|                      |                  | Maddalena Orsini dei signori di Bracciano | Paola Orsini dei conti di Tagliacozzo |  |  |       |  |  |                              |  |  |                                     |  |
|                      |                  | Maddalena Orsini dei signori di Bracciano |                                       |  |  |       |  |  |                              |  |  |                                     |  |